# یوگاناندا پیتمن
یوگاناندا پیتمن (انگلیسی: Yogananda Pittman؛ زادهٔ) سیاست‌مدار اهل ایالات متحده آمریکا است که هم اکنون ریاست موقتی نیروی پلیس کنگره را برعهده دارد. 